# Lankesisk leopard
Lankesisk leopard (Panthera pardus kotiya) är en underart till arten leopard som lever på Sri Lanka.
Epitet kotiya för underarten är djurets trivialnamn på singalesiska. Det översättas oftast som "tiger".

## Kännetecken
Den lankesiska  leoparden  har en gulbrun eller rostgul päls med mörka fläckar som är mindre än jämfört med den indiska leoparden.
Leoparden har en kroppslängd (huvud och bål) mellan 1,0 och 1,4 meter. Därtill kommer svansen som ungefär är 78 till 96 cm lång. Honorna väger omkring 29 kg och hannar omkring  77 kg.

## Utbredning
Lankesisk leopard är starkt hotad och finns som namnet antyder endast på Sri Lanka. Den tätaste gruppen  finns i Yala nationalpark och består av cirka 25 djur. 
På hela Sri Lanka uppskattas det att det finns omkring 800 djur.

## Levnadssätt
Leoparden är generellt sett en opportunist som äter smådjur allt från insekter, som till exempel till större djur som hovdjur.  Den lankesiska leopardens byte utgörs främst av små till mellanstora hjortdjur som axishjort, indisk muntjak och sambarhjort. Även vildsvin och vattenbuffel tillhör näringskällorna.
Speciellt för den lankesiska leoparden är den är toppredator,  eftersom den saknar konkurrens från lejon och tigrar som försvann på Sri Lanka för mer än tiotusen år sedan. Bristen på konkurrens kan vara förklaringen till att den lankesiska leoparden anses vara mer aktiv på dagen och tillbringa mindre tid i träd än andra leoparder gör.

## Hot

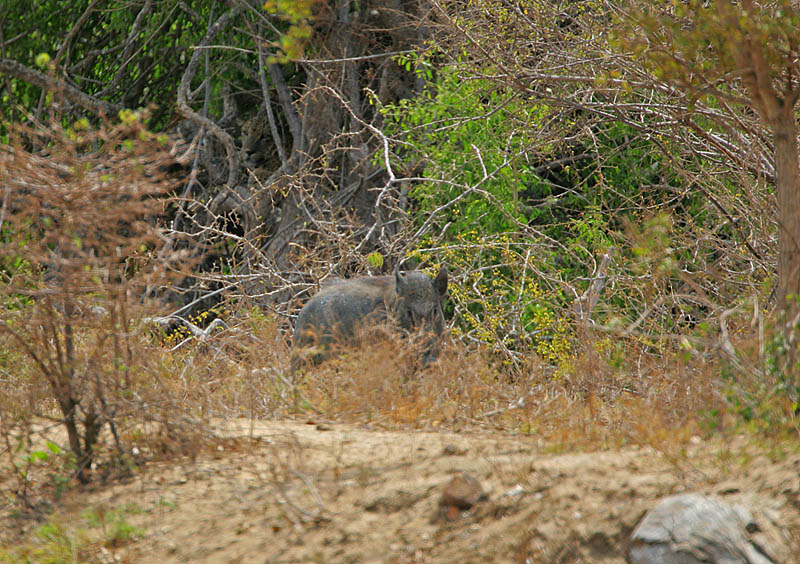
Leopard spanar på vildsvin

Hur många djur som faktiskt finns på Sri Lanka är inte känt även om uppskattningar finns på cirka 800 djur. Det är dock helt klart att antalet djur minskat kraftigt under det senaste århundradet. Först jagades leoparden under den koloniala tiden och 1938 utfärdades ett skydd för leoparderna på Sri Lanka, men trots detta fortsatte tjuvjakten med oförminskad styrka, mycket på grund av leopardens skinn. Än idag pågår tjuvjakten både inom och utom nationalparkernas gränser. Det största hotet mot den lankesiska leoparden är trots allt inte tjuvjakt, utan habitatdegradering, dvs minskad tillgänglig yta för leoparderna (habitatsförlust), och att dessa ytor hänger ihop i allt mindre grad utan alltmer utgör isolerade fickor på grund av konkurrens om utrymmet med människan (fragmentering).
Det finns rapporter om leoparder som jagat hund i Hantane nära Kandy. När rovdjur börjar ge sig på boskap och andra domesticerade djur så är det ofta ett tecken på att det är ont om deras naturliga bytesdjur. Så här långt finns det dock inget som tyder på att det är fallet i Hantane. Där finns fortfarande stora mängder av jordpiggsvin och indisk muntjak.
IUCN listar underarten som starkt hotad (endangered).